# チェナーディ
チェナーディ（イタリア語: Cenadi）は、イタリア共和国カラブリア州カタンザーロ県にある、人口約500人の基礎自治体（コムーネ）。

## 地理

### 位置・広がり

#### 隣接コムーネ
隣接するコムーネは以下の通り。括弧内のVVはヴィボ・ヴァレンツィア県所属を示す。
- コルターレ
- オリヴァーディ
- ポリーア (VV)
- サン・ヴィート・スッロ・イオーニオ
- ヴァッレフィオリータ